# Новикова, Инна Сергеевна
Инна Сергеевна Новикова (род. 16 июля 2001) — российская футболистка, защитница клуба «Ростов».

## Биография
Воспитанница ДЮСШ «Олимп» (Каменский район), также выступала за местный клуб «Вулкан», первый тренер — Вячеслав Николаевич Волков. Позднее перешла в «Дончанку» (Азов/Новошахтинск), выступала за её младшую команду («Дончанка-М-СШОР-9»). Неоднократно включалась в число лучших игроков региональных детско-юношеских турниров.
С конца 2010-х годов стала выступать на взрослом уровне за основную команду «Дончанки» в первом дивизионе. Автор победного гола в 1/8 финала Кубка России 2019 года в матче против клуба высшей лиги «Кубаночка», также забивала голы в рамках чемпионата первой лиги.
С 2021 года играет в высшей лиге за «Ростов», созданный на базе «Дончанки». Дебютный матч в чемпионате страны сыграла 22 июня 2021 года против «Зенита», заменив на 88-й минуте Асю Туриеву. В конце сезона в нескольких матчах выходила в стартовом составе.
Провела один товарищеский матч в составе юниорской сборной России 22 февраля 2022 года против сборной Боснии и Герцеговины.